# Kubische reciprociteit
In de wiskunde, in het bijzonder in de getaltheorie, verwijst kubische reciprociteit naar enkele stellingen die voorwaarden geven waaronder de vergelijking {\displaystyle x^{3}\equiv p{\bmod {q}}} een oplossing heeft. Het gaat hier dus om modulair rekenen. 'Reciprociteit' of wederkerigheid verwijst naar de vorm van de belangrijkste stelling, die zegt dat als {\displaystyle p} en {\displaystyle q} priemelementen zijn in de ring van gehele getallen van Eisenstein en beide onderling ondeelbaar zijn met 3, de vergelijking {\displaystyle x^{3}\equiv p{\bmod {q}}} dan en slechts dan een oplossing heeft, als {\displaystyle x^{3}\equiv q{\bmod {p}}} ook een oplossing heeft.

## Algebraïsche setting
De wet van de kubische reciprociteit wordt meestal aan de hand van de gehele getallen van Eisenstein besproken. Dat is in de ring {\displaystyle E} van complexe getallen van de vorm 
{\displaystyle z=a+b\ \omega }
waar zowel {\displaystyle a} als {\displaystyle b} gehele getallen zijn en
{\displaystyle \omega ={\tfrac {1}{2}}(-1+i{\sqrt {3}})=e^{2\pi i/3}}
een complexe eenheidswortel is.  
Als {\displaystyle \pi } een element van {\displaystyle E} van veldnorm {\displaystyle p} en {\displaystyle \alpha } een element relatief priem tot {\displaystyle \pi } is, dan definiëren we het kubische residue symbool {\displaystyle \left({\frac {\alpha }{\pi }}\right)_{3}} als de kubus eenheidswortel (macht van  {\displaystyle \omega }) die voldoet aan  
{\displaystyle \left({\frac {\alpha }{\pi }}\right)_{3}\ \equiv \ \alpha ^{(P-1)/3}\mod \pi }
Verder definiëren we een primair priemgetal als zijnde congruent met −1 modulo 3, nog steeds in de ring {\displaystyle E}; aangezien een willekeurig priemgetal nog steeds een priemgetal is, wanneer dit getal wordt vermenigvuldigd met een eenheid van de ring {\displaystyle E}, een zesde eenheidswortel, dit is geen ingrijpende beperking. 
Voor verschillende primaire priemgetallen {\displaystyle \pi } en {\displaystyle \theta } zegt de wet van de kwadratische reciprociteit simpelweg
{\displaystyle \left({\frac {\pi }{\theta }}\right)_{3}=\left({\frac {\theta }{\pi }}\right)_{3}}
met de aanvullende wetten voor de eenheden en voor het het priemgetal {\displaystyle 1-\omega } van norm 3 dat als 
{\displaystyle \pi =-1+3(m+n\omega )}
dan
{\displaystyle \left({\frac {\omega }{\pi }}\right)_{3}=\omega ^{m+n}}
{\displaystyle \left({\frac {1-\omega }{\pi }}\right)_{3}=\omega ^{2m}}
Aangezien geldt dat 
{\displaystyle \left({\frac {\theta \phi }{\pi }}\right)_{3}=\left({\frac {\theta }{\pi }}\right)_{3}\left({\frac {\phi }{\pi }}\right)_{3}}
kan het kubische residue van elk willekeurig getal worden gevonden wanneer het maar eenmaal is gefactoriseerd in priemgetallen en eenheden.

## Definitie primair
De definitie van primair is hier een traditionele, die teruggaat naar de oorspronkelijke artikelen van Ferdinand Eisenstein. De aanwezigheid van het minteken is niet gemakkelijk met de moderne definities in overeenstemming te brengen, bijvoorbeeld bij de bespreking van de conductor van een Hecke-karakter. Maar indien zo gewenst, is het eenvoudig om het minteken ergens anders heen te verplaatsen, aangezien −1 een derdegraadsvergelijking is, in feite de derdegraadsvergelijking van −1.